# Riwiera
Riwiera – wybrzeże morskie opadające ku południu i osłonięte górami od północy.